# Harnahalli *, Arsikere
Harnahalli * là một làng thuộc tehsil Arsikere, huyện Hassan, bang Karnataka, Ấn Độ.